# 포토버킷
포토버킷(영어: Photobucket)은 미국의 이미지 호스팅 서비스, 비디오 호스팅 서비스 사이트이다.

## 역사
2003년에 알렉스 웰치 (Alex Welch)와 대런 크리스털 (Darren Crystal)에 의해 개설되었으며, 2007년에 뉴스 코퍼레이션 산하의 폭스 폭스 인터렉티브 미디어에 인수됐다.
2009년 12월, 폭스의 모회사인 뉴스 코퍼레이션은 포토버킷을 시애틀에 소재한, 휴대 전화 사진 스타트업 컴퍼니인 온텔라(영어: Ontela)에 매각하였다. 온텔라는 '포토버킷 주식회사'로 사명을 변경하였다.
2011년 6월, 트위터와 제휴하여 트위터 표준 이미지 업로드 서비스가 되었다.

## 같이 보기
- Imgur